# Daniela Ryf
Daniela Ryf   (Solothurn, 29 de maig de 1987) és una triatleta suïssa ja retirada. Va ser la guanyadora dels títols del Campionat del Món Ironman de 2015, 2016, 2017, 2018 i 2021; i del Campionat del Món Ironman 70.3 del 2014, 2015, 2017, 2018 i 2019.
Ryf va competir per Suïssa en la prova de triatló als Jocs Olímpics d'Estiu de 2008 (7a) i 2012 (40a). El 2010, Ryf va quedar tercera al Campionat del Món de triatló a distància ITU Sprint 2010 inaugural.